# Planta sumergida
Una pica es una planta 
```
sumergida
 o 
vegetación sumergida
 es aquella 
planta acuática
 que está completamente debajo de la superficie del agua. Muchas 
especies
 de 
plantas
 sumergidas están firmemente enraizadas en 
suelo
. Ejemplos incluyen a 
elodea
 (
Elodea canadensis
), y a la "planta espada" 
Echinodorus bleheri
. 
```

Todas las plantas sumergidas ofrecen una excelente protección para los peces que habitan aguas medias y profundas del estanque de jardín. Sin embargo, están sometidas a un ciclo anual, en otoño reducen la mayor parte de su estado para volver a brotar en la primavera. Todas las plantas acuáticas son ávidas de la luz por lo que se orientan hacia la capa superior del agua. 
Se ha comprobado que son capaces de absorber nitrógeno amoniacal a través de sus hojas, de esta manera reducen el nivel de amoníaco que puede ser perjudicial para peces y anfibios en altas concentraciones. También producen y liberan oxígeno al agua durante el día, como resultado de la fotosíntesis. Esto las hace muy beneficiosas para los peces y anfibios, además de servirles de refugio y lugar de desove.
No todas las plantas sumergidas son iguales, algunas poseen características de cuidados diferentes, como ser más débiles al frío, necesitar mayor profundidad, etc.

## Especies de Plantas sumergidas

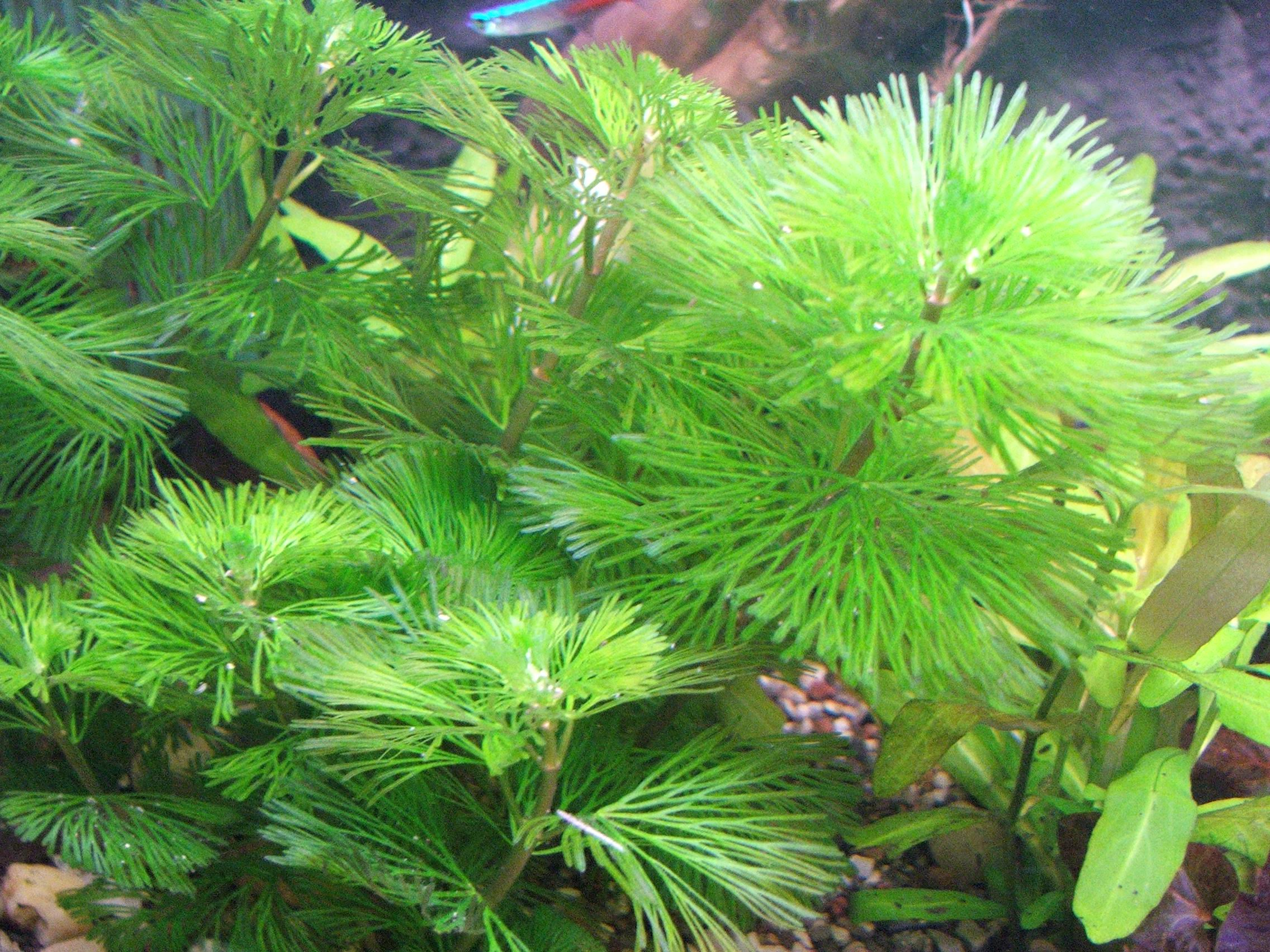
Cabomba aquatica

### Cabomba australis
- Nombre científico: Cabomba australis
- Nombre común: cabomba
- Descripción: herbácea grácil de hojas verdes finamente divididas y tallos flexibles.

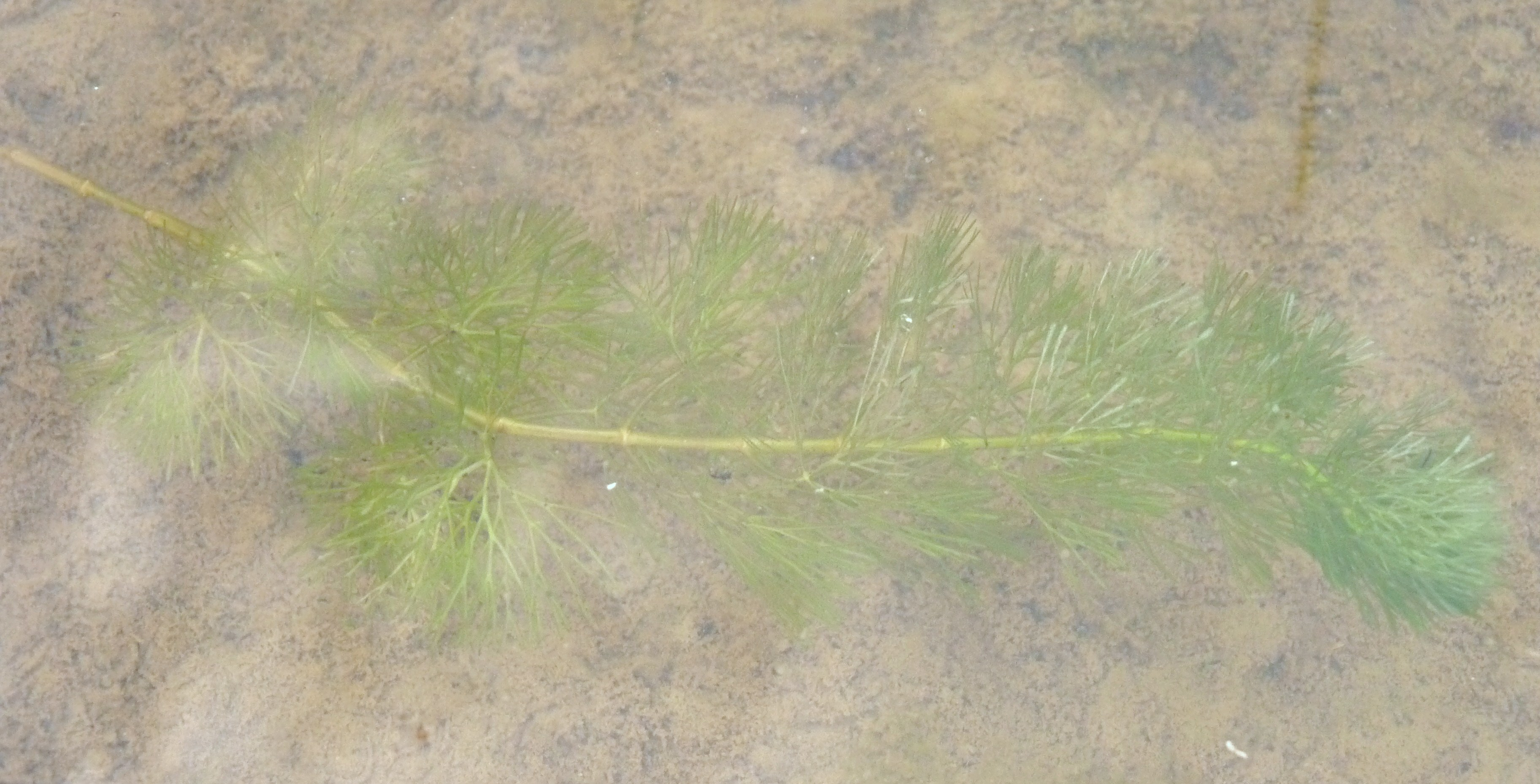
Cabomba caroliniana

- Longitud: hasta 1 m
- Zona: 4
- Heladas: resistente

### Cabomba caroliniana
- Nombre científico: Cabomba caroliniana
- Nombre común: cabomba
- Descripción: herbácea grácil de hojas verdes finamente divididas y tallos flexibles.

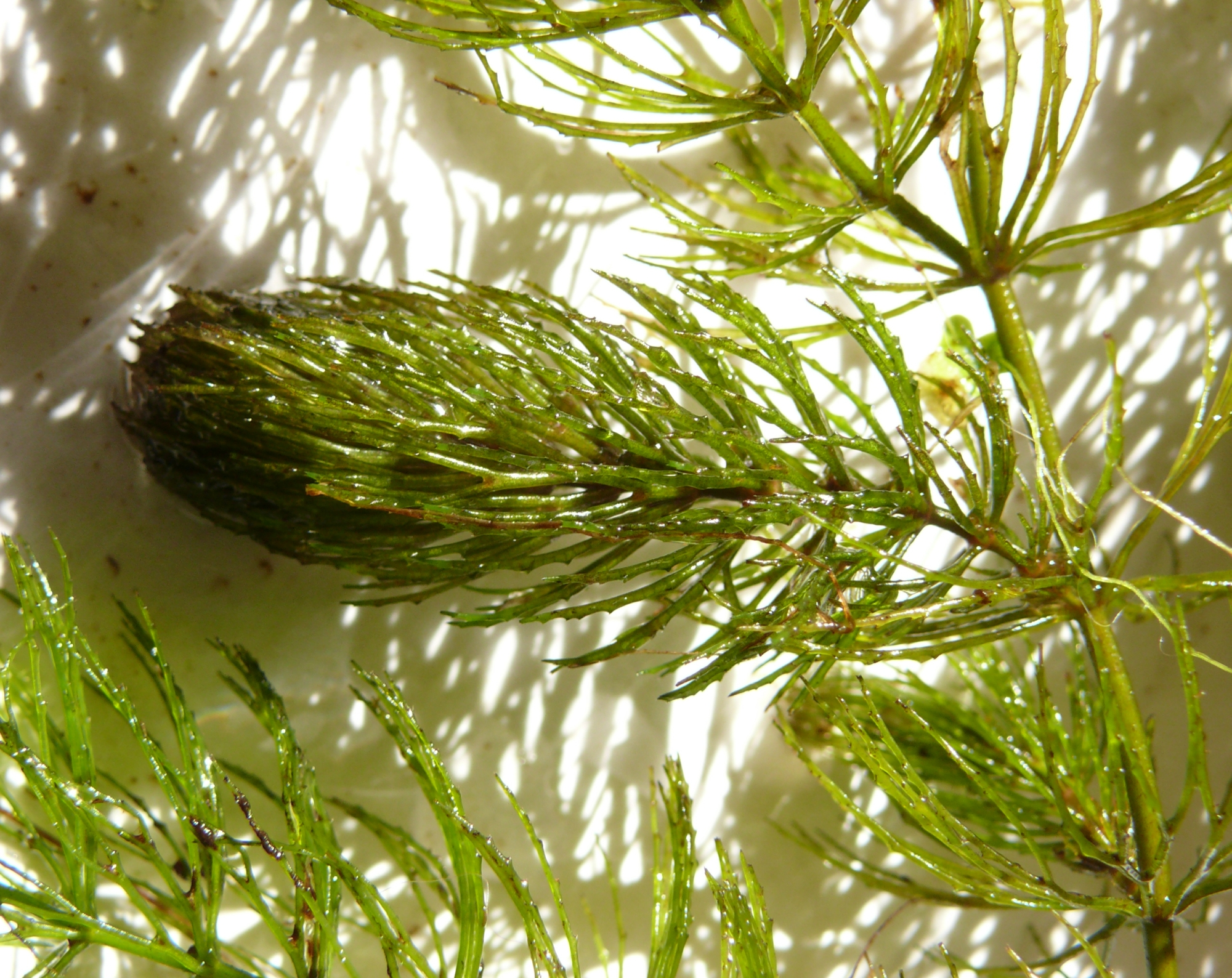
Ceratophyllum Demersum

- Longitud: hasta 1 m
- Zona: 4
- Heladas: resistente

### Cola de zorro
- Nombre científico: Ceratophyllum demersum
- Nombre común: cola de zorro
- Descripción: herbácea de hojas verdes finamente divididas rígidas al tacto.

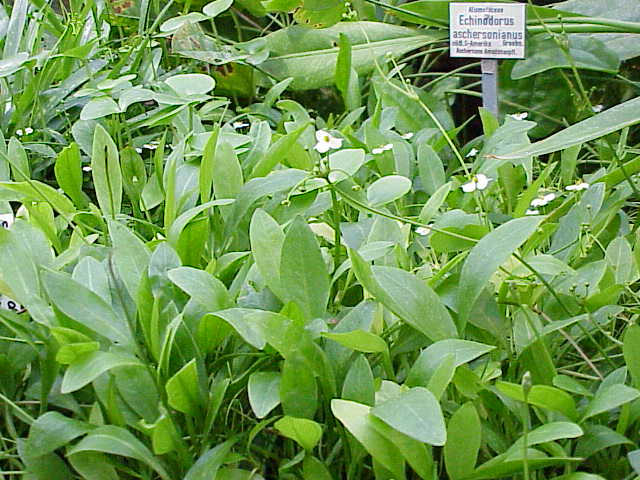
Echinodorus isthmicus

- Longitud: hasta 1 m
- Zona: 4
- Heladas: resistente

### Espada amazónica
- Nombre científico: Echinodorus sp.
- Nombre común: espada amazónica.
- Descripción: herbácea de hojas acintadas de un hermoso verde brillante con notables nervaduras amarillas. Produce espigas de flores blancas en verano.

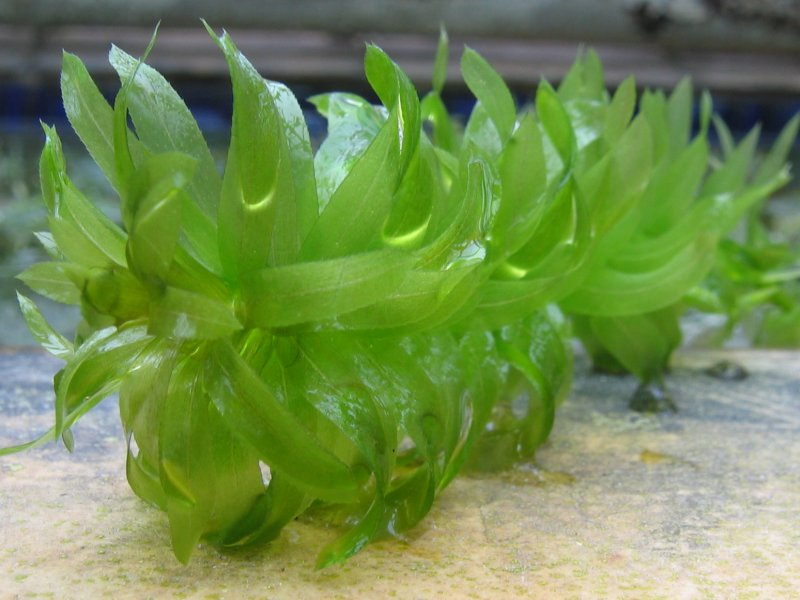
Egeria densa

- Longitud: hasta 0.9 m.
- Zona: 4.
- Heladas: resistente

### Elodea
- Nombre científico: Egeria densa
- Nombre común: elodea
- Descripción: herbácea de tallos cilíndricos y numerosas hojas oblongas curvadas.

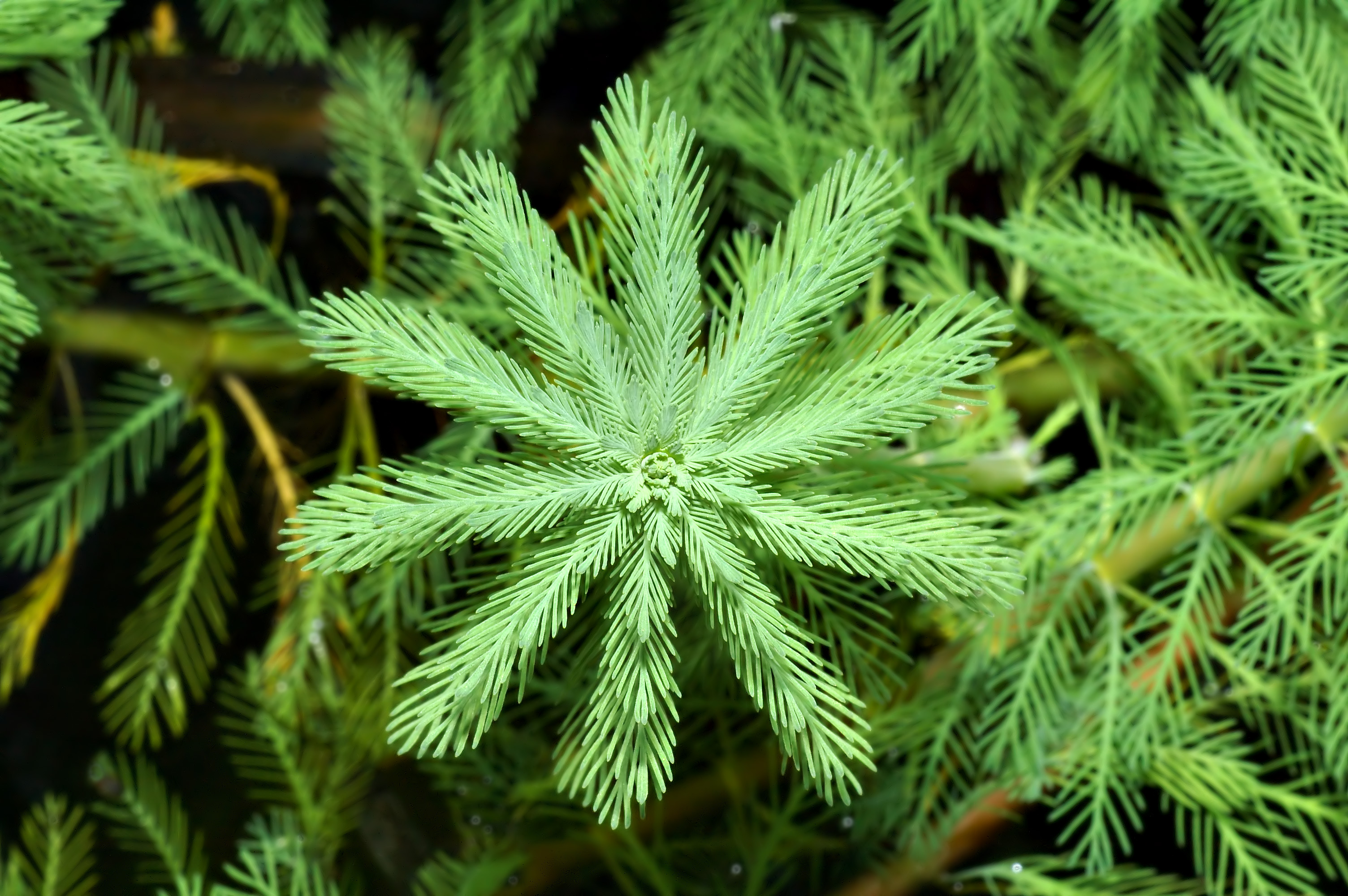
Myriophyllum aquaticum

- Longitud: hasta 1,5 m
- Zona: 4
- Heladas:  no resistente

### Milhojas
- Nombre científico:Myriophyllum aquaticum
- Nombre común: milhojas
- Descripción: herbácea de hojas verdes finamente divididas que le dan un aspecto plumoso.

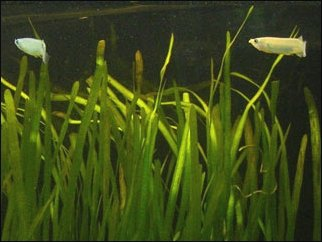
Vallisneria spiralis

- Longitud: hasta 1 m
- Zona: 2, 3 y 4
- Heladas: resistente

### Vallisneria
- Nombre científico: Vallisneria americana
- Nombre común: vallisneria
- Descripción: herbácea de largas hojas acintadas verde oscuro. Forma un denso césped subacuático. Las hojas nuevas son rojizas.

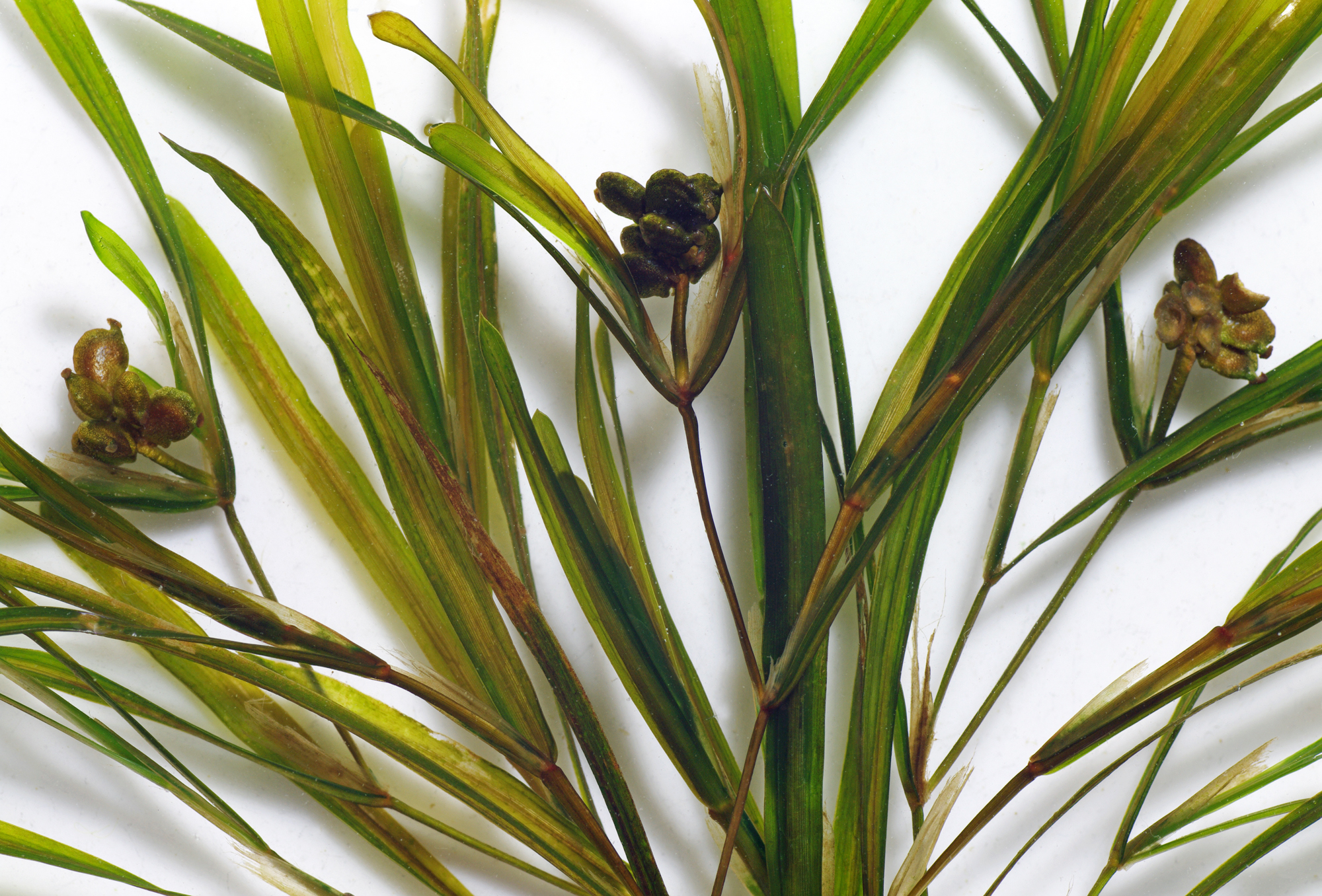
Potamogeton Acutifolius

- Longitud: hasta 0.9 m
- Zona: 4
- Heladas: resistente

### Pasto de agua
- Nombre científico: Potamogeton gayi
- Nombre común: pasto de agua
- Descripción: planta semidelicada, las hojas solo tienen 5 mm de ancho.

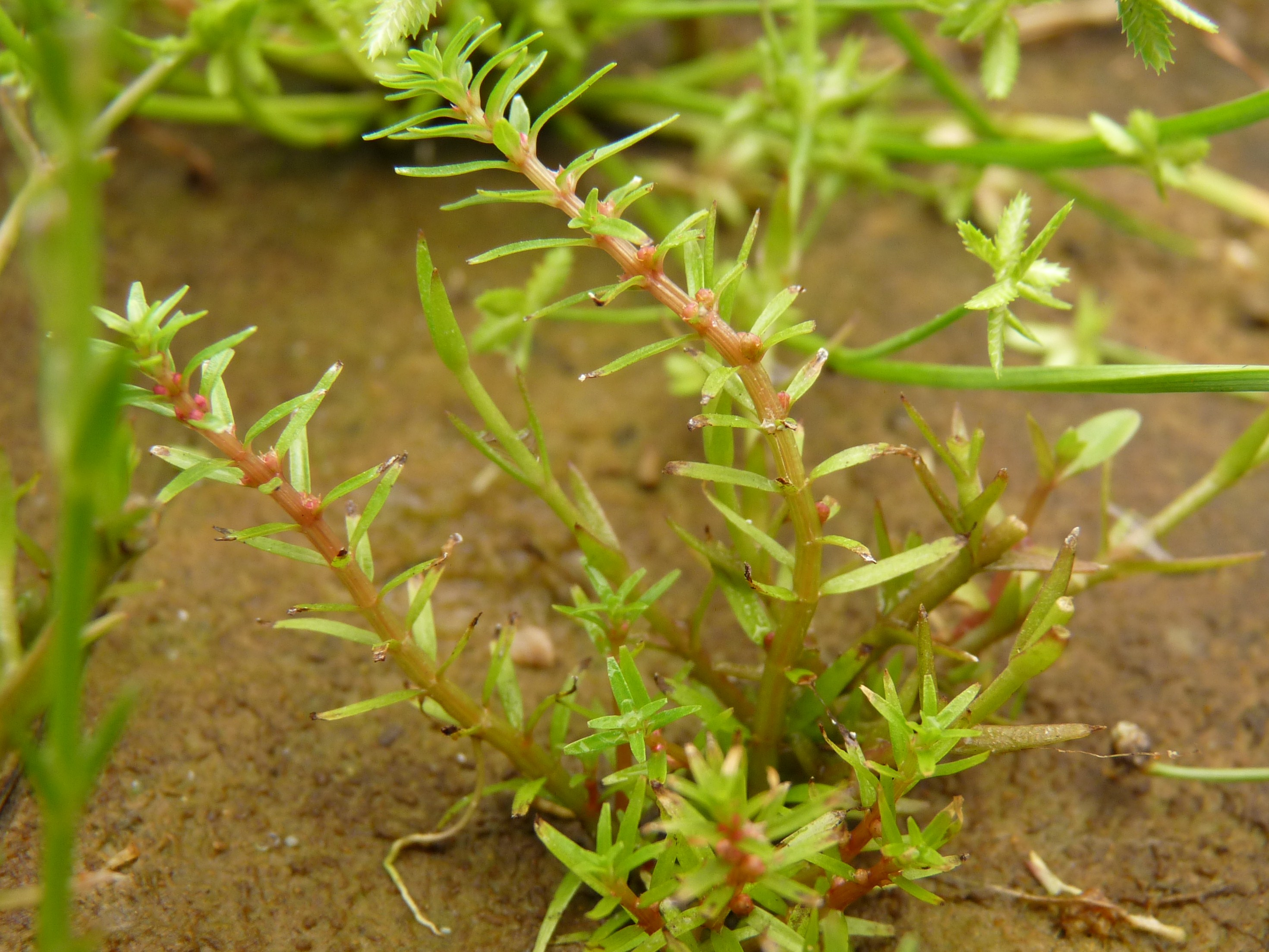
Rotala pusilla

- Longitud: hasta 0.5 m
- Zona: 4
- Heladas: resistente

### Rotala
- Nombre científico: Rotala macranda
- Nombre común: rotala
- Descripción: planta semidelicada, las hojas son muy débiles.

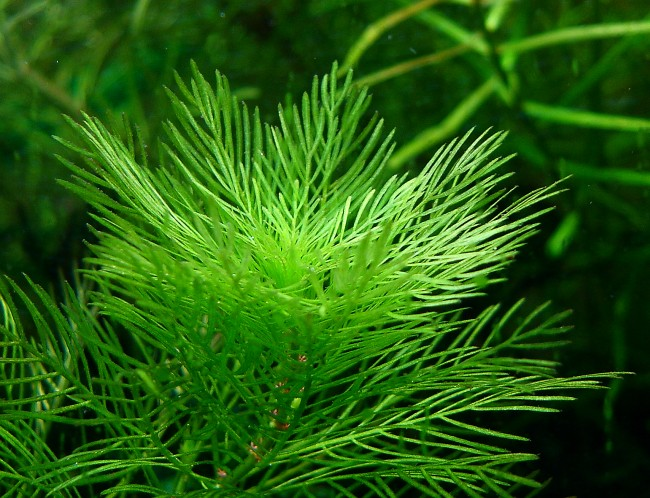
Myriophyllum

- Longitud: hasta 0.4 m
- Zona: 4
- Heladas: no resiste.

### Pino de agua
- Nombre científico: Myriophyllum hippuroides
- Nombre común: pino de agua
- Descripción: planta fina pero dura. No requiere demasiada luz directa.

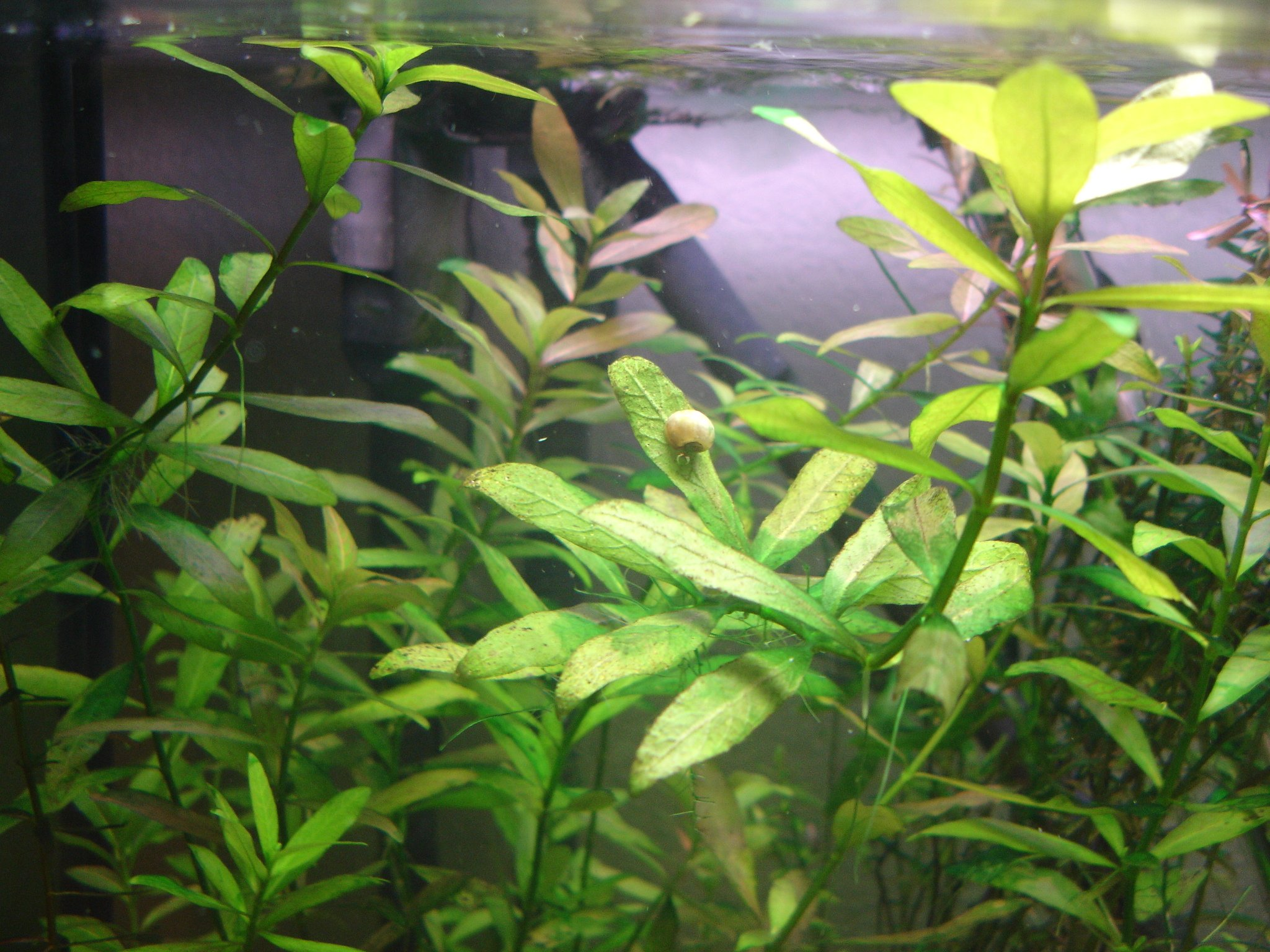
Hygrophila polysperma

- Longitud: hasta 0.7 m
- Zona: 4
- Heladas: resistente

### Hygrophila
- Nombre científico:Hygrophila polysperma.
- Descripción: planta muy atractiva con sus diferentes variedades de verdes. Al principio las hojas son coloradas hasta que les da el sol y se convierten en color verde.
- Longitud: hasta 0.5 m
- Zona: 4
- Heladas: resistente

### Callitriche

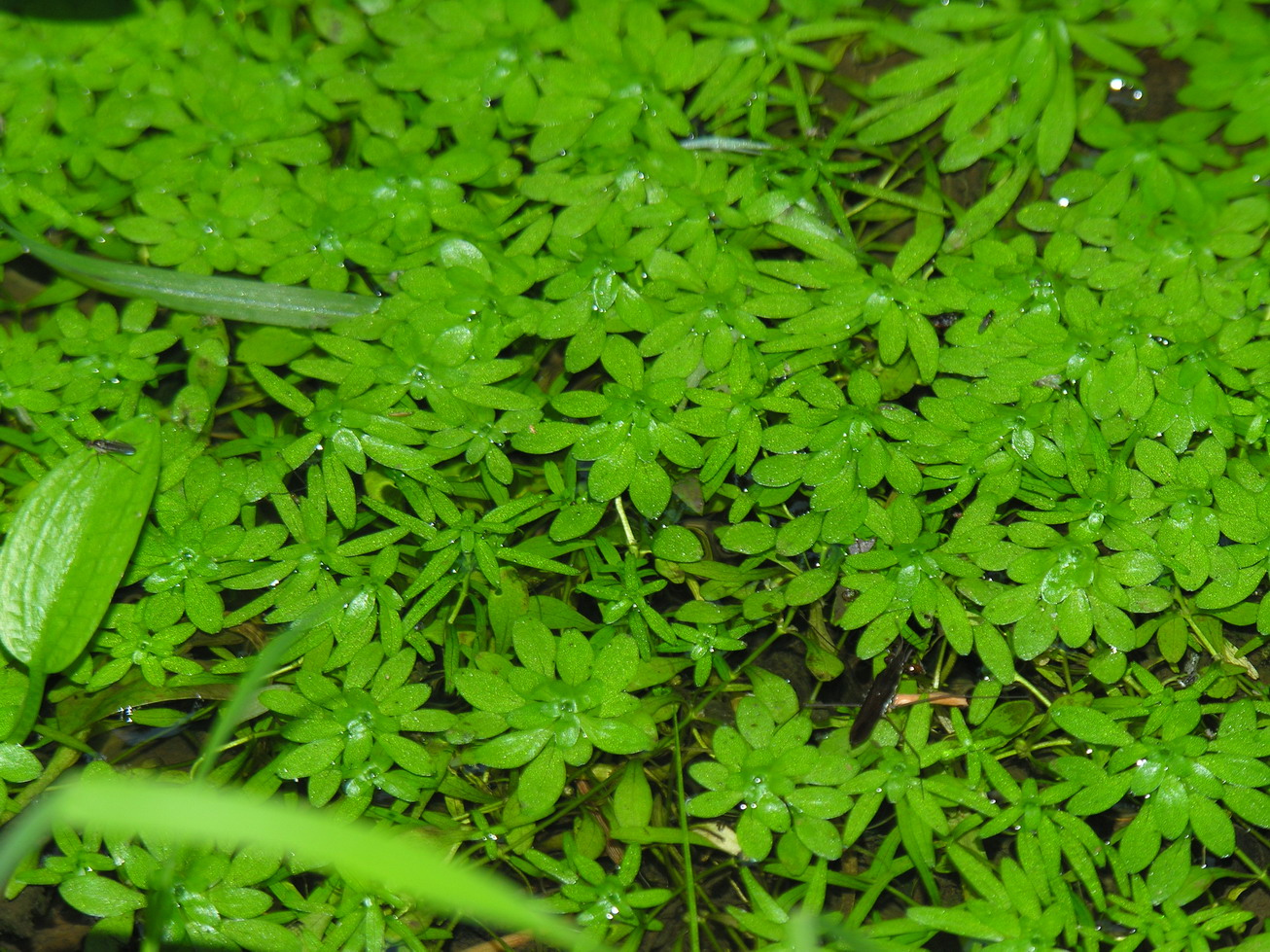
Callitriche

- Familia: Callitricheaceae.  Callitriche
- Origen: Europa y América del Norte.
- Exposición: pleno sol.
- Descripción: el Callitriche forma matas de plantas como cabellos. Están fijadas al fondo hasta una profundidad de 1 metro. Una parte del follaje está sumergida y la otra parte es flotante.
- Exigencias: prefiere las aguas tranquilas con un fondo cenagoso en el que predomine la arcilla.
- Mantenimiento: cuando el agua se vuelva tibia invadirán rápidamente su esquina del estanque.
- Utilidad: buenas productoras de oxígeno, son plantas que limpian el estanque. Además, estas plantan albergan zooplancton que sirve de alimento para los pequeños peces.
- Multiplicación: corta tallos y plántalos por ramos en el fondo.

### Ceratophyllum
- Familia:Ceratofiláceas.
- Origen:América del Norte.

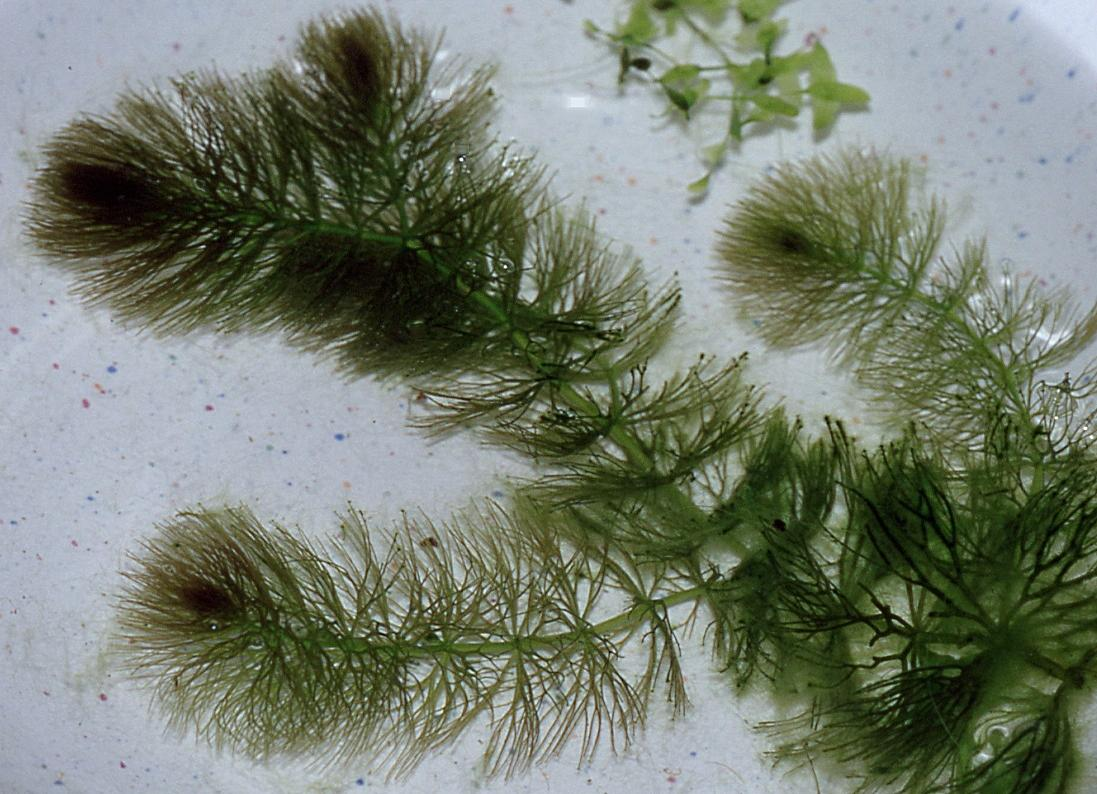
Ceratophyllum demersum

- Exposición: pleno sol y media sombra.
- Descripción: planta sumergida cuyo follaje evoca a las ramas del árbol de Navidad en el fondo del agua. Está planta es capaz de cubrir grandes extensiones en el fondo de lagos hasta una profundidad de 8 m de agua clara y soleada.

- Exigencias: esta planta prefiere las aguas tranquilas y profundas de los lagos artificiales.
- Mantenimiento: casi ninguno.
- Utilidad: participan de un modo importante en la oxigenación del medio acuático. Sirven de refugio para el zooplancton para los peces.
- Multiplicación: corte tallos y plántelos por ramos en el fondo, lastrándolos de piedras.

### Elodeao peste de agua

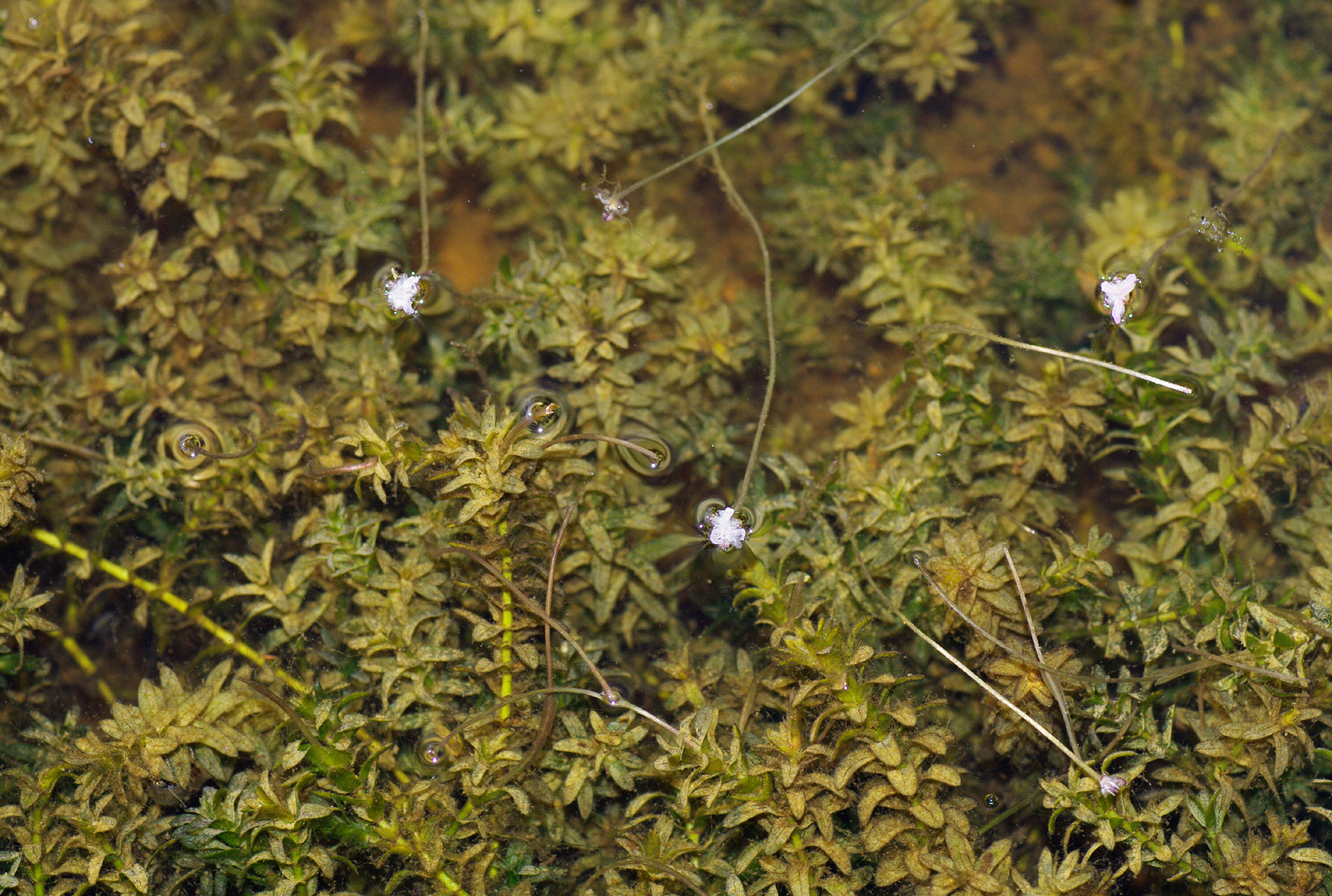
Elodea canadensis

- Nombre científico: Elodea canadensis.
- Familia: Hydrocharitales.
- Origen: América del Norte.
- Exposición: pleno sol, media sombra y sombra.
- Descripción: planta invasora que tiene el riesgo de que domine todas las plantas del estanque. Es una buena planta oxigenadora que resiste bien la polución, la sombra y el frío.
- Exigencias: esta planta prefiere las aguas tranquilas aunque se adapta perfectamente a las corrientes ligeras.
- Mantenimiento: controle su desarrollo quitando unos pies.
- Utilidad: ayuda a guardar los estanques limpios y los peces en salud eliminando los desechos y los productos contaminantes que puedan encontrase en el agua.

- Multiplicación: corte tallos y plántelos por ramos en el fondo, lastrándolos de piedras.

### Violeta de agua

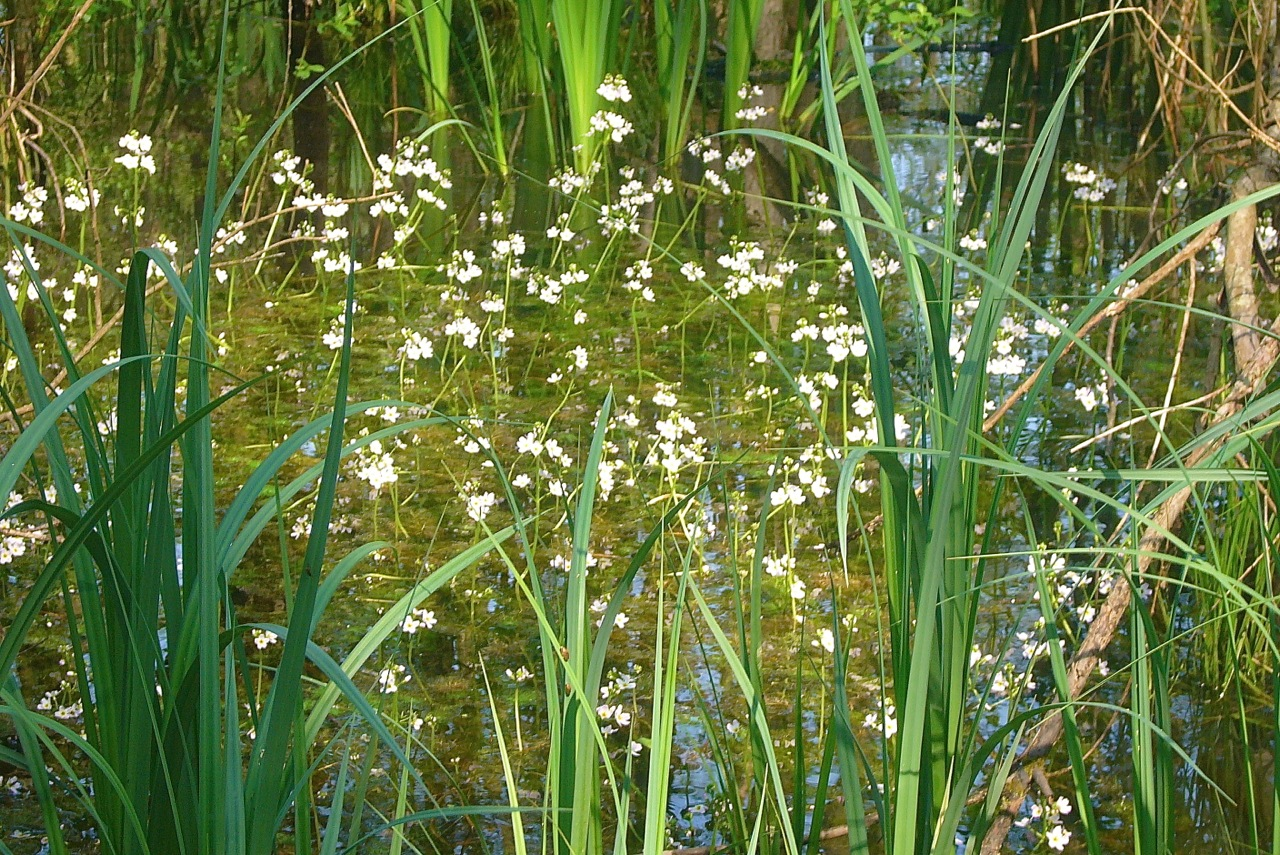
Hottonia palustris

- Nombre científico: Hottonia palustris.
- Familia: Primulaceae.
- Origen: América del Norte.
- Exposición: pleno sol.
- Descripción: es una planta rara, que aparece en el estanque en mayo pero que desaparece a finales del verano. Sin embargo, vuelve a aparecer cada año. Esta planta tiene unas pequeñas flores moradas en junio, que salen fuera del agua, fragmentándose éstas más tarde. Sus pedazos caen al fondo del estanque. Cuando las flores caen la planta entra en un estado de letargo del que despierta cada mes de mayo, cada primavera, para comenzar de nuevo el ciclo.
- Exigencias: a la violeta de agua le gustan las aguas dulces, claras y estancadas. Crecen en los suelos ácidos y ricos a pleno sol.
- Mantenimiento: casi nulo.
- Utilidad: su función es más decorativa que filtrante.
- Multiplicación: corte tallos y plántelos en el fondo

### Milhojas acuática
- Nombre científico: Myriophyllum.
- Familia: Haloragaceae.
- Origen: América del Norte.

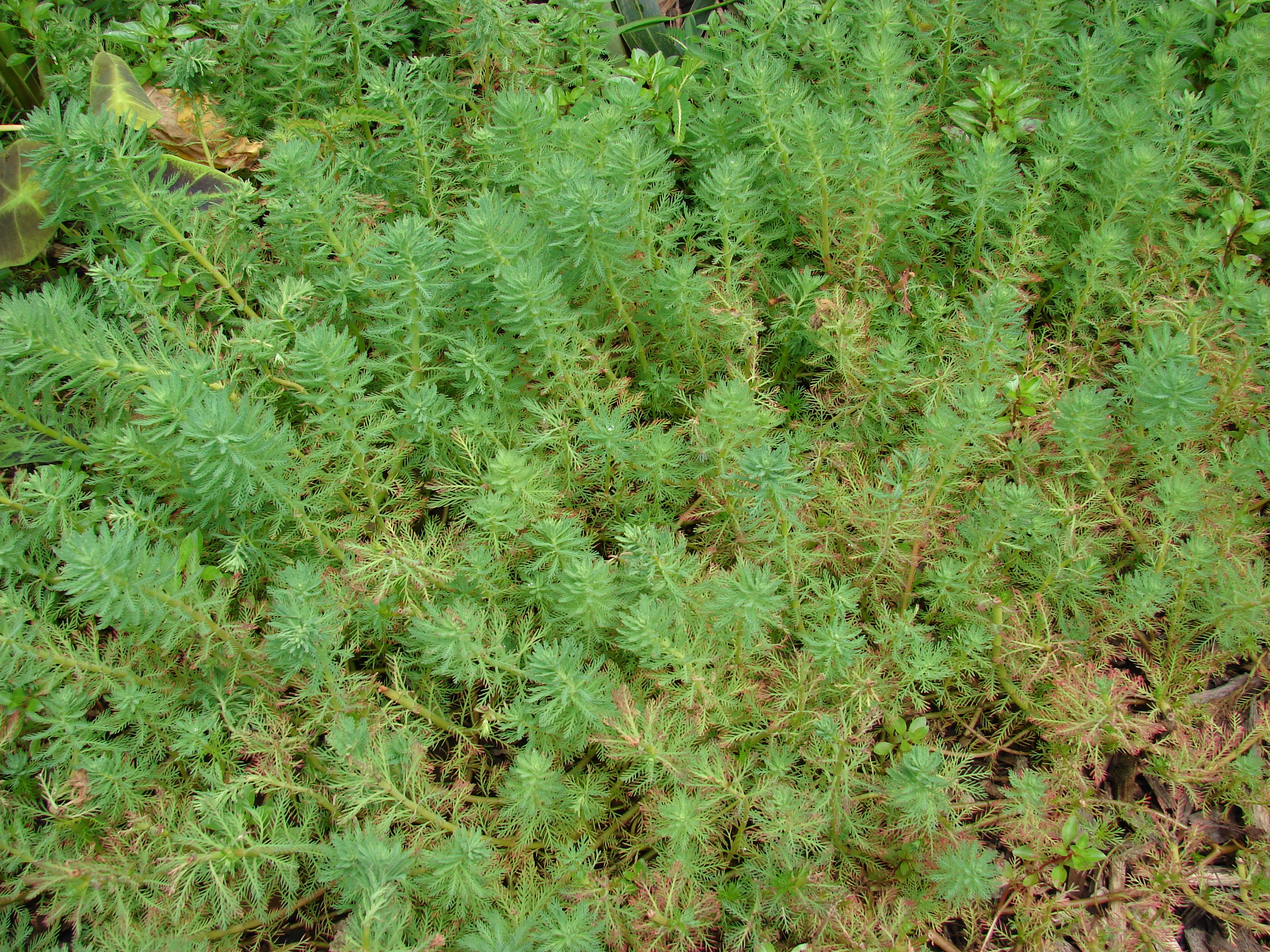
Myriophyllum

- Exposición: pleno sol y media sombra.
- Descripción: la milhojas es una planta sumergida de precioso aspecto por su follaje finamente recortado.
- Exigencias: le gustan las aguas tranquilas, dulces y poco profundas. El follaje se coge sobre todo a la superficie y acaba por formar una alfombra espesa.

- Mantenimiento: controle su desarrollo quitando las ramas demasiado invasoras.

- Utilidad: buena planta oxigenadora.
- Multiplicación: es una planta que produce pocas raíces. Al ser una planta nadadora hay que lastrarlas en el momento de la plantación.